# ابن جلجل
أبو داود سليمان بن حسان المعروف باسم ابن جُلجُل (ولد عام 332 هـ) طبيب أندلسي، صاحب كتاب «طبقات الأطباء والحكماء».

## سيرته
ولد ابن جلجل عام 332 هـ، سمع الحديث بقرطبة عام 343 هـ من أبي بكر أحمد بن الفضل الدينوري ووهب بن مسرة وأحمد بن سعيد الصدفي وغيرهم، كما أخذ علوم اللغة من محمد بن يحيى الرباحي حتى عام 358 هـ، ثم صحب أبا بكر بن القوطية وسليمان بن محمد الفقيه، وغيرهما. لكنه غلب عليه حبه لدراسة الطب الذي بدأها وهو في الرابعة عشر من عمره، حتى تمكن منها وهو في الرابعة والعشرين، وبلغ من الشهرة أن أصبح طبيبًا خاصًا للخليفة هشام المؤيد بالله.
اهتم ابن جلجل بكتاب الحشائش لديوسقوريدس، فعمل على شرحه وتفسيره والتعليق عليه، وبخاصة على أسماء الأدوية وذلك في أكثر من مؤلف؛ منها «تفسير أسماء الأدوية المفردة من كتاب ديسقوريدوس» الذي أتمه في ربيع الأول 372 هـ و«مقالة في ذكر الأدوية المفردة التي لم يذكرها ديسقوريدس»، كما كتب أيضًا بعض التصانيف الأخرى مثل «رسالة التبيين فيما غلط فيه بعض المتطببين»، و«مقالة في أدوية الترياق». غير أن أشهر كتبه هو كتاب «طبقات الأطباء والحكماء» الذي أتمه عام 377 هـ، الذي يعد ثاني أقدم تأريخ للأطباء كتب بالعربية بعد تاريخ إسحاق بن حنين.
وقد ذكر ألبيرتوس ماغنوس أنه اعتمد في بعض أعماله على كتابات يدعى Gilgil، الذي يعتقد مؤرخو العلوم أنه هو نفسه ابن جلجل.

## وصلات خارجية
- حلقة خاصة عن العالم ابن جلجل الأندلسى